# American Falls, from Incline R.R.
 (juillet 2025).
Pour plus de détails, voir Fiche technique et Distribution.
American Falls, from Incline R.R. est un film américain muet et en noir et blanc de James H. White sorti en 1896.

## Synopsis
Le film présente des cascades vues depuis un train.

## Fiche technique
- Titre : American Falls, from Incline R.R.
- Réalisation : James H. White
- Photographie : William Heise
- Production : Thomas A. Edison
- Société de production : Edison Manufacturing Company
- Pays :  États-Unis
- Genre : Documentaire
- Durée :
- Dates de sortie : 
  -  États-Unis : 24 décembre 1896